# Team SpiderTech-C10
Team SpiderTech-C10 is een Canadese wielerploeg die bestaat sinds 2008 en uitkomt in het procontinentale circuit. Het team is samengesteld uit Canadezen, Amerikanen en een Mexicaan. De ploeg kreeg in 2011 en 2012 een wildcard voor de twee Canadese World Tour-koersen Grote Prijs van Quebec 2011 en Grote Prijs van Montreal 2011. In het seizoen 2013 nam de ploeg een jaar pauze, in de – naar bleek ijdele – hoop in 2014 een plaats in de World Tour te verdienen.

## Bekende renners
- Martin Gilbert (2008-2012)
- Ryan Roth (2008-2012)
- Svein Tuft (2011)

2008 · 2009 · 2010 · 2011 · 2012